# Neferkare Iymeru

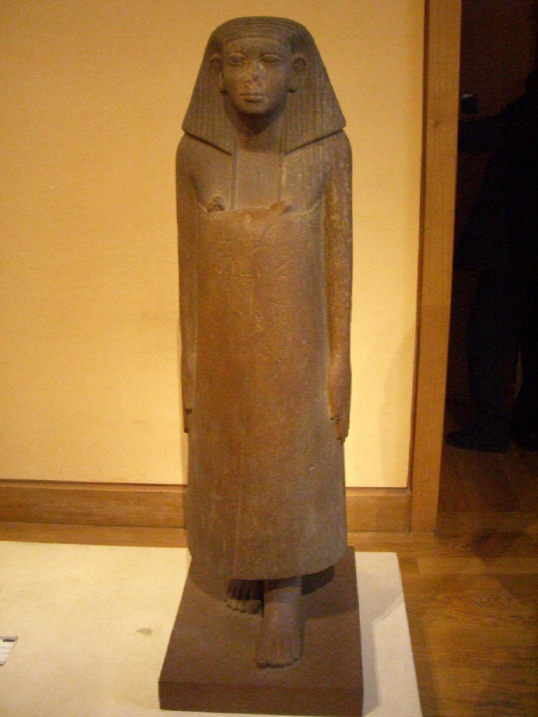
Statue des Neferkare Iymeru

Neferkare Iymeru war der altägyptische Wesir unter König Sobekhotep IV. (ca. 1750 v. Chr.).
Neferkare Iymeru war der Sohn des „Leiters der Breiten Halle“ Iymeru. Seine Mutter trug den Namen Zatamun. Neferkare Iymeru ist von einer großen Anzahl von Denkmälern bekannt und damit einer der bestbezeugten Wesire der 13. Dynastie. Zwei seiner Statuen nennen König Sobekhotep IV., womit Neferkare Iymeru gut datierbar ist. Eine Statue aus Karnak, die sich heute im Louvre befindet, berichtet von der Erbauung eines Millionenjahrhauses, eines Tempels für den Königskult. Es handelt sich damit um einen der frühesten Belege für diese Institution. Neferkare Iymeru berichtet auf dieser Statue auch von dem Bau eines Kanals für den Herrscher. Der Wesir ist auch durch eine Inschrift im Wadi Hammamat bezeugt, die ihn zusammen mit dem „Obervermögensverwalter“ Nebanch nennt.